# Mastigoproctus baracoensis
Espèce
Mastigoproctus baracoensis est une espèce d'uropyges de la famille des Thelyphonidae.

## Distribution
Cette espèce est endémique de Cuba. Elle se rencontre dans les provinces de Holguín, de Granma, de Santiago de Cuba et de Guantánamo.

## Description
Mastigoproctus baracoensis mesure de 60 à 75 mm.

## Étymologie
Son nom d'espèce, composé de baraco[a] et du suffixe latin -ensis, « qui vit dans, qui habite », lui a été donné en référence au lieu de sa découverte, Baracoa.

## Publication originale
- Franganillo, 1931 : Excursiones arachnológicas, durante el mes de agosto de 1930. Estudios de Belen, vol. 1931, no 29, p. 116-120.